# Siegfried Hupfauer
Siegfried „Sigi“ Hupfauer (* 20. Februar 1941 in Balmertshofen) ist ein deutscher Bergsteiger. Er erreichte die Gipfel von acht Achttausendern, elf Siebentausendern, knapp sechzig Sechstausendern und weit über hundert Fünftausendern und zählt damit zu den erfolgreichsten deutschen Höhenbergsteigern.

## Leben
In den 1960er Jahren gelangen Hupfauer Wintererstbegehungen einiger schwieriger Routen, etwa der Eiger-Nordwand auf der Direktroute, dem sog. John-Harlin-Climb, den er 1966 in einem internationalen Team erschloss. Seine erste Expedition unternahm er 1968 zur Rupalflanke am Nanga Parbat. Drei Jahre später führte er eine Gruppe auf den höchsten Berg Afghanistans, den 7485 Meter hohen Noshak. Als Teilnehmer der ersten deutschen Expedition auf den Manaslu unter der Leitung von Gerhard Schmatz erreichte er am 22. April 1973 den Gipfel seines ersten Achttausenders. Am 16. Oktober 1978 kam er mit einer von Karl Herrligkoffer geleiten Expedition auf den Mount Everest. 1980 nahm er an der Shishapangma-Expedition unter Manfred Abelein teil, die als erste ausländische den höchsten Punkt dieses tibetischen Achttausenders erreichte. Hupfauer kam am 12. Mai, fünf Tage nach der ersten Seilschaft aus dieser Expedition, auf dem Gipfel an.
Hupfauer ist verheiratet. Seine Frau Gabriele ist ebenfalls Bergsteigerin. Auf drei Achttausendergipfeln, dem Broad Peak, dem Gasherbrum II und dem Cho Oyu, standen sie gemeinsam. Sigi Hupfauer ist Werkzeugmachermeister von Beruf, daneben staatlich geprüfter Berg- und Skiführer. Er lebt in Pfaffenhofen an der Roth (Beuren).

## Tragödie am Piz Badile 1972
Anfang September 1972 war er mit Alois Ritter zu einer Felsfahrt durch die Nordostwand des Piz Badile aufgebrochen, wo sie im unteren Wandteil auf die Bergsteiger Karl Golikow und Otto Uhl trafen. Die vier Kletterer gerieten trotz positiver Wetterprognose in einen unerwartet heftigen Wettersturz, der unter anderem zu Wasserfällen, Schneeabrutschungen und Steinschlag führte. Da ein Abstieg bei diesen Bedingungen nicht mehr in Frage kam, mussten die beiden Seilschaften unter großen Schwierigkeiten in der Felswand biwakieren. Otto Uhl und Karl Golikow starben in diesem Unwetter durch Erschöpfung und Erfrierung, während Hupfauer und Ritter erst spät in der Nacht des nächsten Tages den Gipfel erreichen und Hilfe alarmieren konnten.

## Besteigungen (Auswahl)
- 22. April 1973 – Manaslu unter der Leitung von Gerhard Schmatz
- 16. Oktober 1978 – Mount Everest unter der Leitung von Karl Herrligkoffer
- 12. Mai 1980 – Shishapangma unter der Leitung von Manfred Abelein
- 22. Juli 1982 – Hidden Peak
- 16. August 1986 – Broad Peak
- 28. Juni 1987 – Gasherbrum II
- 29. Juli 1988 – Nanga Parbat
- 26. Mai 1990 – Cho Oyu